# Franz Gruber
Pour l’article homonyme, voir Franz Gruber (chanteur).
Franz Gruber, né le 8 novembre 1959 à Molln, est un ancien skieur alpin autrichien.

## Jeux olympiques
| Épreuve / Édition | Sarajevo 1984 |
| ----------------- | ------------- |
| Géant             | 4e            |

## Championnats du monde
| Épreuve / Édition | Schladming 1982 |
| Slalom            | 8e              |

## Coupe du monde
- Meilleur résultat au classement général : 8e en 1984
  - 1 victoire : 1 slalom

### Différents classements en Coupe du monde
| Année/Classement | Année/Classement | Général | Général | Slalom | Slalom | Géant  | Géant  | Combiné | Combiné |
| ---------------- | ---------------- | ------- | ------- | ------ | ------ | ------ | ------ | ------- | ------- |
| Année/Classement | Année/Classement | Class.  | Points  | Class. | Points | Class. | Points | Class.  | Points  |
| 1979             | 1979             | 30e     | 52      | -      | -      | -      | -      | -       | -       |
| 1980             | 1980             | 45e     | 21      | 17e    | 20     | 35e    | 1      | -       | -       |
| 1981             | 1981             | 25e     | 53      | 10e    | 45     | 29e    | 8      | -       | -       |
| 1982             | 1982             | 15e     | 69      | 5e     | 66     | 33e    | 3      | -       | -       |
| 1983             | 1983             | 9e      | 112     | 9e     | 66     | 14e    | 31     | 13e     | 15      |
| 1984             | 1984             | 8e      | 113     | 3e     | 82     | 22e    | 19     | 16e     | 12      |
| 1985             | 1985             | 48e     | 28      | 28e    | 11     | 24e    | 17     | -       | -       |
| 1986             | 1986             | 103e    | 3       | -      | -      | 32e    | 3      | -       | -       |

### Détail des victoires
| Édition / Épreuve | Slalom        | Total |
| 1983              | Kranjska Gora | 1     |
| Total             | 1             | 1     |

## Arlberg-Kandahar
- Meilleur résultat : 4e place dans le slalom 1982 à Garmisch